# Qin Qian
Qin Qian (chiń. 秦茜; ur. 7 grudnia 1987) – chińska judoczka, czterokrotna wicemistrzyni świata.